# John Illsley
John Illsley (Leicester, Inglaterra, Reino Unido, 24 de junio de 1949) es un músico británico. Fue el bajista y miembro fundador de la banda de rock Dire Straits.

## Biografía
Nacido en Leicester el 24 de junio de 1949, John fue el bajista de Dire Straits desde su fundación en 1977 hasta su desaparición en 1995.
John conoció a Mark Knopfler (que en ese momento vivía con su hermano, David) a mediados de la década de los 70 en una fiesta en Londres. Formaron la banda Cafe Racers junto con el batería Pick Withers (que Mark había conocido de una experiencia anterior en la banda Booze Brothers). Después cambiaron su nombre a Dire Straits. Publicaron su primer álbum en 1978 y a mediados de los años 1980 llegaron a ser uno de los grupos más conocidos. Su toque tremendamente rítmico y su aspecto desgarbado hicieron de John Illsley el integrante de Dire Straits más reconocible por el gran público tras Mark Knopfler.
Gracias a la fama alcanzada por la banda, John consiguió publicar dos discos en solitario (Never Told A Soul, 1984 y Glass, 1988) a la vez que formaba parte de los Dire Straits, sin lograr ninguno de ellos excesiva repercusión.
Tras la ruptura de los Dire Straits en 1995, John Illsley se dedicó a cultivar su hobby favorito: la pintura. En 2005 formó un grupo denominado Cunla, cuya actividad principal es dar conciertos con fines benéficos.
Ha publicado otros discos:
2007 - Live in Les Baux de Provence (with Cunla and Greg Pearle)
2008 - Beautiful You (with Greg Pearle)
2010 - Streets of Heaven
2014 - Testing the Water
2015 - Live in London
2016 - Long Shadows

## Discografía

### Dire Straits
- Visitar la página de Dire Straits

### En solitario
- Never Told A Soul (1984)
- Glass (1988)
- Beautiful You ( with Greg Pearle) (2008)
- Streets Of Heaven (2010)
- Live In Les Baux De Provence (2010)
- Testing The Water (2014)
- Live in London (2015)
- Long Shadows (2016)